# Lechosław Tomasz Putowski
Lechosław Tomasz Putowski (ur. 27 grudnia 1959 w Lublinie) lekarz, profesor nauk medycznych, specjalista w zakresie położnictwa i ginekologii oraz endokrynologii ginekologicznej i rozrodczości. Kierownik Kliniki Ginekologii i Endokrynologii Ginekologicznej Uniwersytetu Medycznego zlokalizowanej w 1. Wojskowym Szpitalu Klinicznym z Polikliniką SPZOZ w Lublinie.

## Życiorys[2]
Urodził się w Lublinie (województwo lubelskie). Ukończył studia medyczne na Wydziale Lekarskim Akademii Medycznej w Lublinie (1978-1984). Po uzyskaniu dyplomu, rozpoczął pracę na Akademii w Katedrze i Zakładzie Anatomii Prawidłowej Człowieka, a następnie w Klinice Ginekologii Operacyjnej II Katedry Położnictwa i Chorób Kobiecych oraz II Katedrze i Klinice Ginekologii. Od 2009 r. kierował Katedrą i Kliniką Ginekologii i Endokrynologii Ginekologicznej zlokalizowanej w szpitalu wojskowym, od 2021 r. przemianowanej na Klinikę Ginekologii i Endokrynologii Ginekologicznej.
Specjalizował się w zakresie położnictwa i ginekologii (I st. – 1989 r., II st. – 1993 r.), a także w zakresie endokrynologii ogólnej (2007 r.) oraz endokrynologii ginekologicznej i rozrodczości (2015 r.). W 1991 r. uzyskał stopień doktora nauk medycznych na podstawie dysertacji: „Wpływ cytokin na wytwarzanie in vitro 17-β estradiolu przez komórki pęcherzyka jajnika kobiety w odniesieniu do stężenia gonadotropin w płynie pęcherzykowym” pod kierunkiem prof. dr. hab. Jerzego Jakowickiego. Następnie w 1999 r. po przedstawieniu rozprawy: „Regulacja aktywności promotora genu dla receptora FSH przez wybrane czynniki transkrypcyjne” zdobywa stopień doktora habilitowanego. W 2005 r. Prezydent nadał mu tytuł profesora nauk medycznych.
W pracy badawczej na początku zajmował się problemami zdrowia kobiet w kontekście anatomii prawidłowej. Później skupił się na zagadnieniach ginekologii w obszarach immunologii i endokrynologii ze szczególnym uwzględnieniem interleukiny 6. Odbył stypendia i staże badawcze w USA (Uniwersytet Marylandu w Baltimore, Temple University oraz Oak Brook Fertility Center (ILI)) oraz w Niemczech (Uniwersytet w Münsterze). Jest autorem blisko 70 prac i promotorem 5 przewodów doktorskich.
W zakresie dydaktyki przeddyplomowej zaangażowany w prowadzanie zajęć dla studentów kierunku lekarskiego, ratownictwa, pielęgniarstwa, położnictwa, fizjoterapii i dietetyki. Opiekował się studenckim kołem naukowym. Brał aktywny udział w tworzenie programów i standardów kształcenia podyplomowego, komisjach egzaminacyjnych oraz prowadzeniu kursów w zakresie endokrynologii ginekologicznej i rozrodczości oraz ginekologii i położnictwa.
Członek Polskiego Towarzystwa Ginekologów i Położników (zarząd sekcji płodności i niepłodności), Polskiego Towarzystwa Endokrynologicznego, Polskiego Stowarzyszenia Stypendystów Fulbrighta, Lubelskiego Towarzystwo Naukowego, Klastra Medycyna Lubelska, rady naukowej czasopisma „Położnictwo, ginekologa, medycyna rozwoju” oraz komitetu naukowego czasopisma „Ginekologia Polska”.

## Nagrody i wyróżnienia
Wyróżniany Nagrodą Rektora za twórcze wyniki w pracy naukowej (1988, 1989), Nagrodą Rektora za osiągnięcia naukowe (1993, 1995, 2005, 2007, 2008), Nagrodą Rektora za osiągnięcia organizacyjne (2015, 2017). W 2004 r. wyróżniany przez Ministra Zdrowia odznaką honorową „Za zasługi dla ochrony zdrowia”. W 2011 r. został odznaczony przez Prezydenta RP Złotym Krzyżem Zasługi.